# Десятый Толедский собор
Десятый Толедский собор (лат. Concilium Toletanum X) был созван в Толедо 1 декабря 656 года королём вестготов Реккесвинтом.
В ноябре 655 года епископы Испании провели провинциальный синод в Толедо — Девятый Толедский собор. Они назначили второе его заседание на 1 ноября следующего года, но король созвал общий совет. На десятом соборе присутствовало всего семнадцать епископов и пять представителей от Испании и Галлеции. Митрополит Толедо Евгений II, с которым присутствовали другие митрополиты, Фугитив Севильский и Потамий Брагский из Бетики, но не было епископов из Тарраконской или Нарбонской Галлии. Это сделало его самым мало посещаемым из великих генеральных советов VII века.
Совет объявил, что все клирики-клятвопреступники должны быть лишены сана и/или сосланы, оставив королю решать, необходимы ли оба наказания. Собор также изгнал из семьи церкви всех клириков всех рангов, которые в будущем были уличены в торговле христианскими рабами с евреями. Епископы также работали над устранением конфликтов внутри церкви и обеспечением церковной дисциплины. Потамий из Браги признался в плотских грехах и был удален в монастырь, заменённый Фруктуозом, чей старый престол Думе имел собственный конфликт. Последняя воля и завещание недавно скончавшегося епископа Думе Рицимера оспаривались теми, кто считал освобождение им рабов и раздачу денег бедным без компенсации причиной последующего обнищания этого престола. Его преемнику (Фруктуозу) было дано решить, что именно делать, но его действия без компенсации были признаны незаконными.
Совет закрылся, и Реккесвинт не созывал другого до конца своего правления; он умер 1 сентября 672 года.
Кроме того, возможно, что более поздний король Вамба был вызван Реккесвинтом для составления завещания святого Мартина Брагского.